# Kankakee (rzeka)

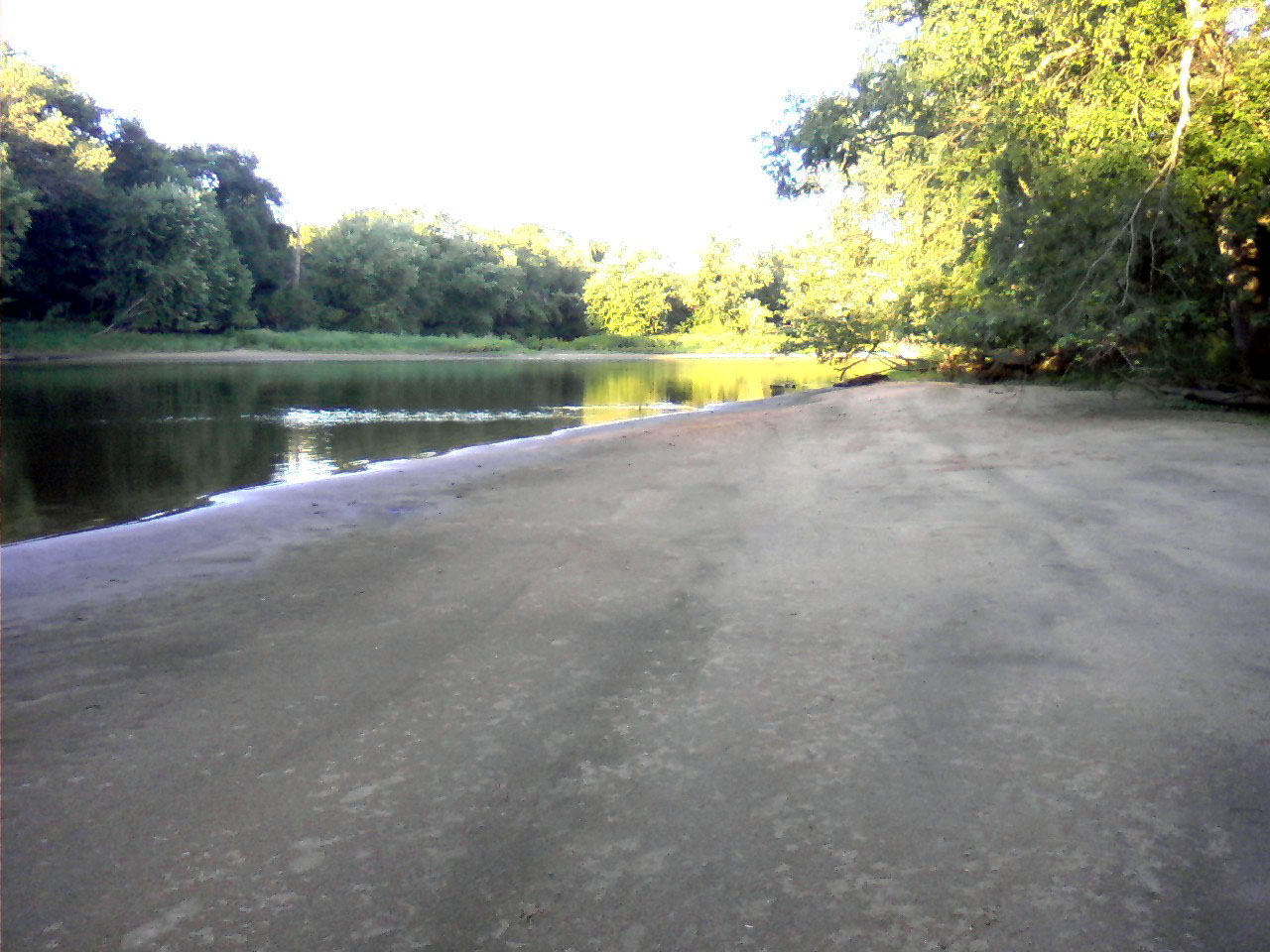
Piaszczyste brzegi na granicy Indiany i Illinois

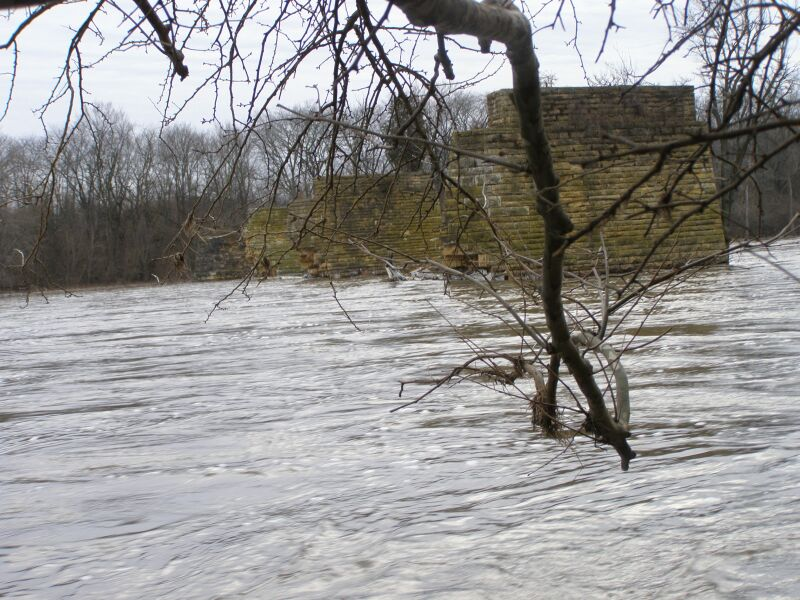
Stary most w parku stanowym Kankakee

Kankakee (ang. Kankakee River) – rzeka w północno-zachodniej Indianie i północno-wschodnim Illinois w USA. Jest dopływem rzeki Des Plaines, wraz z którą tworzy rzekę Illinois. W czasach przed kolonizacją rzeka tworzyła jeden z największych zespołów mokradeł w Ameryce Północnej, będących ważną dla Indian i traperów przenioską łodzi pomiędzy basenem Wielkich Jezior a rzeką Missisipi. W okresie późniejszym skierowana do nowego koryta, płynie przez wiejskie tereny rolnicze, nawadniając ziemie uprawne na południe od Jeziora Michigan.

## Bieg rzeki
Kankakee ma swe źródła w północno-zachodniej Indianie, około 8 km na południowy zachód od South Bend. Płynie skanalizowanym korytem w kierunku południowo-zachodnim, zasilona od południa przez wody rzeki Yellow w hrabstwie Starke i mijając miejscowości South Center i English Lake. Następnie rzeka skręca ku zachodowi i wpływa do hrabstwa Kankakee w północno-wschodnim Illinois. Około 5 km na południowy wschód od miasta Kankakee wpada do niej z południa rzeka Iroquois, po czym Kankakee skręca gwałtownie na północny zachód, rozpoczynając swój ostatni, 56-kilometrowy odcinek dolnego biegu, by w końcu połączyć się z rzeką Des Plaines i utworzyć wraz z nią rzekę Illinois ok. 80 km na południowy wschód od Chicago.

## Historia
W pierwszej połowie XIX wieku rzeka odgrywała rolę ważnej drogi wodnej poprzez tzw. „Kraj Illinois” zarówno dla tubylców, jak i pierwszych europejskich osadników, głównie francuskich traperów i handlarzy futer. Źródła rzeki w pobliżu dzisiejszego South Bend zapewniały przenioski łodzi do koryta rzeki St. Joseph, która wpada do jeziora Michigan, a z drugiej strony do dorzecza jeziora Erie. W ten sposób Kankakee była częścią drogi śródlądowej dla canoe podróżujących z Krainy Wielkich Jezior do rzeki Illinois, a z jej biegiem do rzeki Missisipi.
Do końca XIX wieku rzeka miała ponad 380 km długości, meandrując przez wielki obszar mokradeł zwanych Great Kankakee Swamp. Obejmując powierzchnię 14 000 km², mokradła te należały do największych obszarów podmokłych w dzisiejszych Stanach Zjednoczonych. Jednak od połowy XIX wieku rozpoczęto osuszanie tych bagien w celu przekształcenia ich w ziemie uprawne. Zgodnie z ustawą z roku 1852 wykopano (do 1858) dwa pierwsze duże rowy melioracyjne. Lobbyści, działający na rzecz właścicieli gruntów w hrabstwie Lake, dążyli do osuszenia całości bagien, ale w związku z wybuchem wojny secesyjnej i wywołanym przez nią kryzysem gospodarczym, do lat osiemdziesiątych XIX wieku nie zdziałano wiele. W roku 1884 doszło do spotkania właścicieli ziemskich w South Bend. Dwaj najwięksi posiadacze ziemscy zadeklarowali przekopanie stałego systemu rowów melioracyjnych we własnych posiadłościach, co miało zapoczątkować osuszanie wschodniego skraju mokradeł. Gubernator stanu Indiana Claude Matthews przyznał odpowiednie fundusze i tym samym projekt osuszania objął cały teren podmokły. Do roku 1910 większość mokradeł została osuszona i można było przystąpić do zmiany biegu rzeki Kanakee. W 1917 rzeka została pogłębiona i około roku 1922 stała się o kilka kilometrów krótsza. 
Górny bieg rzeki został skanalizowany, co zapewniło łatwiejszy transport drewna z dawnych terenów podmokłych do tartaków w stanie Illinois. Regulacja biegu pozwoliła na osuszenie okolicznych terenów i skróciła długość rzeki o niemal połowę. Zostawiono zaledwie 120 km² bagien, co stanowiło zaledwie 1% dawnego obszaru. Regulacja i kanalizacja rzeki zapobiegła wylewom, ale od lat osiemdziesiątych XX wieku władze lokalne i federalne podjęły próbę odtworzenia części oryginalnych mokradeł, poprzez poszerzenie obszarów ogrodzonych wałami.